# Bertin Tomou
Bertin Tomou Bayard (ur. 8 sierpnia 1978 w Bafoussam) – piłkarz kameruński grający na pozycji napastnika. Mierzy 189 cm wzrostu.

## Kariera klubowa
Bertin Tomou karierę piłkarską rozpoczął w klubie PWD Bamenda w 1996 roku. W 1997 przeszedł do południowokoreańskiego Pohang Steelers. Po jednym sezonie odszedł do chińskiego Shenzhen. Przez kolejne osiem lat występował w chińskich klubach Yunnan Hongta, Guangzhou Xiangxue, Zhejiang Lucheng, Xiamen Lanshi i ponownie w Zhejiang Lucheng. W pierwszej połowie 2006 roku był graczem francuskiego Stade Brestois 29.
W połowie 2006 roku przeszedł do belgijskiego Excelsioru Mouscron, a w 2008 roku do KVC Westerlo. W 2010 roku został zawodnikiem KSV Roeselare. Następnie grał w zespołach US Vaires-sur-Marne, Racing Waregem, RFC Huy oraz RE Bertrix. W 2016 roku zakończył karierę.
W pierwszej lidze belgijskiej rozegrał 104 spotkania i zdobył 27 bramek.

## Kariera reprezentacyjna
W latach 2004–2008 w reprezentacji Kamerunu Tomou rozegrał 2 spotkania. Zadebiutował w niej 9 października 2004 w zremisowanym 1:1 meczu eliminacji do Mistrzostw Świata 2006 z Sudanem.
W 2008 roku został powołany przez selekcjonera Otto Pfistera do kadry na Puchar Narodów Afryki 2008. Na tym turnieju, zakończonym przez Kamerun na 2. miejscu, zagrał w wygranym 3:0 pojedynku z Sudanem.